# Lubenți, Kameanka
Lubenți (în ucraineană Лубенці) este localitatea de reședință a comunei Lubenți din raionul Kameanka, regiunea Cerkasî, Ucraina.

## Demografie
Componența lingvistică a localității Lubenți
     Ucraineană (97,11%)
     Rusă (1,93%)
     Alte limbi (0,64%)
Conform recensământului din 2001, majoritatea populației localității Lubenți era vorbitoare de ucraineană (97,11%), existând în minoritate și vorbitori de rusă (1,93%).